# Lista de canções número um na Brasil Hot Pop Songs em 2018
Esta é a lista de canções que atingiram o número um da tabela musical Brasil Hot Pop Songs em 2018. A lista é publicada semanalmente pela revista Billboard Brasil, que divulga as cem faixas mais executadas nas estações de rádios do país a partir de dados recolhidos pela empresa Crowley Broadcast Analysis. Em Abril de 2017 a Billboard voltou a divulgar a lista com as 20 músicas pop, pop/rock e dance/eletrônico mas executadas semanalmente. A última publicação da parada Brasil Hot Pop Songs em 2018 foi a do dia 26 de Novembro, que teve o primeiro lugar com o cantor Nícolas Germano. A cantora Anitta já é unanimidade no ranking Pop Brasil e passou boa parte do ano ocupando o topo da lista, com singles diferentes, mas com regularidade. Anitta ficou no topo com seus quatro singles seguidos: "Vai Malandra", "Indecente", "Medicina" e "Não Perco Meu Tempo".
Depois de "Simples e Romântico" atingir o topo, a semana é intitulada pelo seu último dia. Como por exemplo, na semana de 26/11/2018 à 30/11/2018 a data é intitulada como 30 de novembro.
"O Sol" foi a música pop mais executada nas rádios pop em 2018.
| Data            | Canção              | Artista         | Ref.                                                                               |
| --------------- | ------------------- | --------------- | ---------------------------------------------------------------------------------- |
| 08 de Janeiro   | Vai Malandra        | Anitta          | [ 1 ] [ 2 ]                                                                        |
| 15 de Janeiro   | Vai Malandra        | Anitta          | [ 1 ] [ 2 ]                                                                        |
| 22 de Janeiro   | Vai Malandra        | Anitta          | [ 1 ] [ 2 ]                                                                        |
| 29 de Janeiro   | Vai Malandra        | Anitta          | [ 1 ] [ 2 ]                                                                        |
| 05 de Fevereiro | Vai Malandra        | Anitta          | [ 1 ] [ 2 ]                                                                        |
| 12 de Fevereiro | Vai Malandra        | Anitta          | [ 1 ] [ 2 ]                                                                        |
| 19 de Fevereiro | Vai Malandra        | Anitta          | [ 1 ] [ 2 ]                                                                        |
| 26 de Fevereiro | Vai Malandra        | Anitta          | [ 1 ] [ 2 ]                                                                        |
| 05 de Março     | Vai Malandra        | Anitta          | [ 1 ] [ 2 ]                                                                        |
| 12 de Março     | Vai Malandra        | Anitta          | [ 1 ] [ 2 ]                                                                        |
| 19 de Março     | Vai Malandra        | Anitta          | [ 1 ] [ 2 ]                                                                        |
| 26 de Março     | Vai Malandra        | Anitta          | [ 1 ] [ 2 ]                                                                        |
| 02 de Abril     | Vai Malandra        | Anitta          | [ 1 ] [ 2 ]                                                                        |
| 09 de Abril     | Vai Malandra        | Anitta          | [ 1 ] [ 2 ]                                                                        |
| 16 de Abril     | Indecente           | Anitta          | [ 3 ] [ 4 ] [ 5 ] [ 6 ] [ 7 ]                                                      |
| 23 de Abril     | Indecente           | Anitta          | [ 3 ] [ 4 ] [ 5 ] [ 6 ] [ 7 ]                                                      |
| 30 de Abril     | Indecente           | Anitta          | [ 3 ] [ 4 ] [ 5 ] [ 6 ] [ 7 ]                                                      |
| 07 de Maio      | Indecente           | Anitta          | [ 3 ] [ 4 ] [ 5 ] [ 6 ] [ 7 ]                                                      |
| 14 de Maio      | Indecente           | Anitta          | [ 3 ] [ 4 ] [ 5 ] [ 6 ] [ 7 ]                                                      |
| 21 de Maio      | Indecente           | Anitta          | [ 3 ] [ 4 ] [ 5 ] [ 6 ] [ 7 ]                                                      |
| 28 de Maio      | Indecente           | Anitta          | [ 3 ] [ 4 ] [ 5 ] [ 6 ] [ 7 ]                                                      |
| 04 de Junho     | Indecente           | Anitta          | [ 3 ] [ 4 ] [ 5 ] [ 6 ] [ 7 ]                                                      |
| 11 de Junho     | Indecente           | Anitta          | [ 3 ] [ 4 ] [ 5 ] [ 6 ] [ 7 ]                                                      |
| 18 de Junho     | Indecente           | Anitta          | [ 3 ] [ 4 ] [ 5 ] [ 6 ] [ 7 ]                                                      |
| 25 de Junho     | Indecente           | Anitta          | [ 3 ] [ 4 ] [ 5 ] [ 6 ] [ 7 ]                                                      |
| 02 de Julho     | Indecente           | Anitta          | [ 3 ] [ 4 ] [ 5 ] [ 6 ] [ 7 ]                                                      |
| 09 de Julho     | Indecente           | Anitta          | [ 3 ] [ 4 ] [ 5 ] [ 6 ] [ 7 ]                                                      |
| 16 de Julho     | O Sol               | Vitor Kley      | [ 8 ]                                                                              |
| 23 de Julho     | O Sol               | Vitor Kley      | [ 8 ]                                                                              |
| 30 de Julho     | Medicina            | Anitta          | [ 9 ] [ 10 ] [ 11 ] [ 12 ] [ 13 ] [ 14 ] [ 15 ] [ 16 ] [ 17 ] [ 18 ] [ 19 ] [ 11 ] |
| 06 de Agosto    | Medicina            | Anitta          | [ 9 ] [ 10 ] [ 11 ] [ 12 ] [ 13 ] [ 14 ] [ 15 ] [ 16 ] [ 17 ] [ 18 ] [ 19 ] [ 11 ] |
| 13 de Agosto    | Medicina            | Anitta          | [ 9 ] [ 10 ] [ 11 ] [ 12 ] [ 13 ] [ 14 ] [ 15 ] [ 16 ] [ 17 ] [ 18 ] [ 19 ] [ 11 ] |
| 20 de Agosto    | Medicina            | Anitta          | [ 9 ] [ 10 ] [ 11 ] [ 12 ] [ 13 ] [ 14 ] [ 15 ] [ 16 ] [ 17 ] [ 18 ] [ 19 ] [ 11 ] |
| 27 de Agosto    | Medicina            | Anitta          | [ 9 ] [ 10 ] [ 11 ] [ 12 ] [ 13 ] [ 14 ] [ 15 ] [ 16 ] [ 17 ] [ 18 ] [ 19 ] [ 11 ] |
| 03 de Setembro  | Medicina            | Anitta          | [ 9 ] [ 10 ] [ 11 ] [ 12 ] [ 13 ] [ 14 ] [ 15 ] [ 16 ] [ 17 ] [ 18 ] [ 19 ] [ 11 ] |
| 10 de Setembro  | Medicina            | Anitta          | [ 9 ] [ 10 ] [ 11 ] [ 12 ] [ 13 ] [ 14 ] [ 15 ] [ 16 ] [ 17 ] [ 18 ] [ 19 ] [ 11 ] |
| 17 de Setembro  | Medicina            | Anitta          | [ 9 ] [ 10 ] [ 11 ] [ 12 ] [ 13 ] [ 14 ] [ 15 ] [ 16 ] [ 17 ] [ 18 ] [ 19 ] [ 11 ] |
| 24 de Setembro  | Medicina            | Anitta          | [ 9 ] [ 10 ] [ 11 ] [ 12 ] [ 13 ] [ 14 ] [ 15 ] [ 16 ] [ 17 ] [ 18 ] [ 19 ] [ 11 ] |
| 1 de Outubro    | Medicina            | Anitta          | [ 9 ] [ 10 ] [ 11 ] [ 12 ] [ 13 ] [ 14 ] [ 15 ] [ 16 ] [ 17 ] [ 18 ] [ 19 ] [ 11 ] |
| 8 de Outubro    | Medicina            | Anitta          | [ 9 ] [ 10 ] [ 11 ] [ 12 ] [ 13 ] [ 14 ] [ 15 ] [ 16 ] [ 17 ] [ 18 ] [ 19 ] [ 11 ] |
| 15 de Outubro   | Medicina            | Anitta          | [ 9 ] [ 10 ] [ 11 ] [ 12 ] [ 13 ] [ 14 ] [ 15 ] [ 16 ] [ 17 ] [ 18 ] [ 19 ] [ 11 ] |
| 22 de Outubro   | Medicina            | Anitta          | [ 9 ] [ 10 ] [ 11 ] [ 12 ] [ 13 ] [ 14 ] [ 15 ] [ 16 ] [ 17 ] [ 18 ] [ 19 ] [ 11 ] |
| 29 de Outubro   | Medicina            | Anitta          | [ 9 ] [ 10 ] [ 11 ] [ 12 ] [ 13 ] [ 14 ] [ 15 ] [ 16 ] [ 17 ] [ 18 ] [ 19 ] [ 11 ] |
| 05 de Novembro  | Medicina            | Anitta          | [ 9 ] [ 10 ] [ 11 ] [ 12 ] [ 13 ] [ 14 ] [ 15 ] [ 16 ] [ 17 ] [ 18 ] [ 19 ] [ 11 ] |
| 12 de Novembro  | Medicina            | Anitta          | [ 9 ] [ 10 ] [ 11 ] [ 12 ] [ 13 ] [ 14 ] [ 15 ] [ 16 ] [ 17 ] [ 18 ] [ 19 ] [ 11 ] |
| 19 de Novembro  | Não Perco Meu Tempo | Anitta          | [ 20 ]                                                                             |
| 26 de Novembro  | Simples e Romântico | Nícolas Germano | [ 21 ]                                                                             |
| 30 de Novembro  | Não Perco Meu Tempo | Anitta          | [ 22 ]                                                                             |
| 07 de Novembro  | Não Perco Meu Tempo | Anitta          | [ 22 ]                                                                             |
| 07 de Dezembro  | Não Perco Meu Tempo | Anitta          | [ 22 ]                                                                             |
| 14 de Dezembro  | Não Perco Meu Tempo | Anitta          | [ 22 ]                                                                             |
| 21 de Dezembro  | Não Perco Meu Tempo | Anitta          | [ 22 ]                                                                             |
| 28 de Dezembro  | Não Perco Meu Tempo | Anitta          | [ 22 ]                                                                             |

## Top 15 mais tocadas
“O Sol”, de Vitor Kley, foi a música pop mais escutada de 2018, seguido por Camila Cabello com “Havana” e é seguida por “Perfect” de Ed Sheeran, de “Pesadão” da Iza com Marcelo Falcão, de “Vai Malandra” e “Medicina” da Anitta, “Cerveja de Garrafa (live)” do Atitude 67, “New Rules” da Dua Lipa, de “Contatinho” do Nego do Borel com Luan Santana e de “Indecente” da Anitta fechando o Top 10. O Top 15 ainda possui Justin Timberlake, Maroon 5, Luis Fonsi com Demi Lovato, "Ginga" de Iza e "Saidera" do Atitude 67 fechando a lista.
01) O SOL – VITOR KLEY
02) HAVANA – CAMILA CABELLO
03) PERFECT – ED SHEERAN
04) PESADAO – IZA Part. MARCELO FALCÃO
05) VAI MALANDRA – ANITTA Part. MC ZAAC, MAEJOR, TROPKILLAZ & DJ YURI MARTINS
06) MEDICINA – ANITTA
07) CERVEJA DE GARRAFA (LIVE) – ATITUDE 67
08) NEW RULES – DUA LIPA
09) CONTATINHO – NEGO DO BOREL Part. LUAN SANTANA
10) INDECENTE – ANITTA
11) SAY SOMETHING – JUSTIN TIMBERLAKE
12) WHAT LOVERS DO – MAROON 5 Part. SZA
13) ECHAME LA CULPA – LUIS FONSI Part. DEMI LOVATO
14) GINGA – IZA Part. RINCON SAPIÊNCIA
15) SAIDEIRA – ATITUDE 67 Part. THIAGUINHO